# Гардвік (Вермонт)
Гардвік (англ. Hardwick) — місто (англ. town) в США, в окрузі Каледонія штату Вермонт. Населення — 2920 осіб (2020).

## Демографія
Згідно з переписом 2010 року, у місті мешкало 3010 осіб у 1239 домогосподарствах у складі 799 родин. Було 1423 помешкання
Расовий склад населення:
| - 96,1 % — білих - 0,6 % — корінних американців - 0,6 % — чорних або афроамериканців - 0,3 % — азіатів |

До двох чи більше рас належало 2,3 %. Частка іспаномовних становила 0,4 % від усіх жителів.
За віковим діапазоном населення розподілялося таким чином: 24,6 % — особи молодші 18 років, 62,2 % — особи у віці 18—64 років, 13,2 % — особи у віці 65 років та старші. Медіана віку мешканця становила 40,7 року. На 100 осіб жіночої статі у місті припадало 95,5 чоловіків;  на 100 жінок у віці від 18 років та старших — 91,6 чоловіків також старших 18 років.
Середній дохід на одне домашнє господарство  становив 61 096 доларів США (медіана — 44 545), а середній дохід на одну сім'ю — 78 530 доларів (медіана — 68 854). Медіана доходів становила 40 552 долари для чоловіків та 32 183 долари для жінок. За межею бідності перебувало 11,0 % осіб, у тому числі 8,4 % дітей у віці до 18 років та 6,9 % осіб у віці 65 років та старших.
Цивільне працевлаштоване населення становило 1276 осіб. Основні галузі зайнятості: освіта, охорона здоров'я та соціальна допомога — 27,0 %, виробництво — 19,7 %, роздрібна торгівля — 14,7 %, науковці, спеціалісти, менеджери — 9,9 %.